# Waking Up: A Guide to Spirituality Without Religion
Waking Up: A Guide to Spirituality without Religion (Probouzení: Průvodce spiritualitou bez náboženství) je kniha Sama Harrise vydaná roku 2014. Harris se v knize zabývá řadou témat, mezi něž patří sekulární spiritualita (v kontextu spirituálního naturalismu), iluze vlastní individuality, psychedelické látky a meditace. Snaží se prokázat, že určitá forma spirituality je stežejní k pochopení podstaty lidské mysli. Harris doporučuje Dzogčhen, učení tibetských buddhistických mnichů. Podle této knihy je pojmenován Harrisův podcast Waking Up.

## Kritické ohlasy
Probouzení mělo u literárních kritiků pozitivní ohlasy. Frank Bruni z The New York Times napsal: „Harrisova kniha mě zaujala, protože je tak neuvěřitelně aktuální. Přesně vystihuje rostoucí množství Američanů, kteří jsou ochotní veřejně přiznat, že v organizovaném náboženství nenacházejí uspokojení, které hledají. Zmiňuje se také, že od vydání své knihy Konec Víry v roce 2004 se Harris přesunul svou pozornost od kritiky náboženství ke snaze pochopit, co v něm lidé nacházejí, a čtenáře se snaží přesvědčit, že těchto věcí lze dosáhnout i bez náboženství.
Stephen Cave z Financial Times podobně označil Probouzení za kvalitní knihu a podotýká, že sice vystihuje jen část čím dál tím populárnějšího proudu post-křesťanské spirituality, ale zato to dělá s barvitostí a průzračnou srozumitelností, skoro jako barevné sklo v teprve rozestavěném kostele. Podle Kirkus Reviews je to náročná, iluze rozbíjející kniha, která nešetří kritikou jak náboženského, tak vědeckého tábora.
Peter Clothier ji pro Huffington Post popisuje jako výjimečně čtivou a zábavnou knihu. Harris podle něj popisuje komplikovaná témata, která ovlivňují naše životy, naprosto zřetelně a místy i s humorem.
Trevor Quirk z deníku The New Republic měl z knihy spíše smíšené dojmy. Kniha podle něj obsahovala inkonzistence a Harris se podle něj s až moc velkou chutí pouští do kritiky náboženské víry. I přes to píše, že Harris ve své knize, ať už při úvahách o nedostatku použitelné terminologie v oblasti spirituality, neurofyziologii vědomí, psychedelických zkušeností a těžkostmi spojenými s iluzí vlastního „já“, alespoň přiznává sílu a důležitost náboženského impulzu, i když sám Harris by pravděpodobně použil jiný název – náš základní společný instinkt hledat nejen smysl života, ale také jak život smysluplně prožívat.